# Kirk Baltz
Kirk Baltz (New York, 14 settembre 1959) è un attore e doppiatore statunitense.

## Carriera
Il ruolo per cui è divenuto famoso è quello del poliziotto Marvin Nash di Le iene (Quentin Tarantino, 1992). Kirk ha recitato in un altro film scritto da Tarantino, Assassini nati - Natural Born Killers. Nel 1997 ha avuto un piccolo ruolo in Face/Off - Due facce di un assassino e nel 1990 in Balla coi lupi. Kirk è apparso in molti film/TV ed ha partecipato alla miniserie del 1999 To Serve and Protect. Nel 1992 ha recitato nella sitcom Human Target. Ha fatto brevi camei in svariati show televisivi, tra cui NYPD - New York Police Department, Seven Days, The Shield, 24 e Senza traccia. È stato l'unico attore ad interpretare il nemico di Batman, Clayface, nella serie televisiva presto chiusa Birds of Prey.

## Filmografia parziale

### Cinema
- Histoires d'Amérique, regia di Chantal Akerman (1988)
- On the Make, regia di Sam Hurwitz (1989)
- Balla coi lupi (Dances with Wolves), regia di Kevin Costner (1990)
- Voglia di vendetta (Out of the Rain), regia di Gary Winick (1991)
- Le iene (Reservoir Dogs), regia di Quentin Tarantino (1992)
- Cigarettes & Coffee, regia di Paul Thomas Anderson – cortometraggio (1993)
- Assassini nati - Natural Born Killers (Natural Born Killers), regia di Oliver Stone (1994)
- Face/Off - Due facce di un assassino (Face/Off), regia di John Woo (1997)
- Bulworth - Il senatore (Bulworth), regia di Warren Beatty (1998)
- Parker, regia di Taylor Hackford (2013)

### Televisione
- La storia di Marla Hanson (The Marla Hanson Story), regia di John Gray – film TV (1991)
- Will & Grace - serie TV, episodio 4X14 (2002)
- Senza traccia (Without a Trace) - serie TV, episodio 2x11 (2004)

## Doppiatori italiani
Nelle versioni in italiano dei suoi lavori, Kirk Baltz è stato doppiato da:
- Alberto Caneva in Le iene
- Christian Iansante in Assassini nati - Natural Born Killers
- Piero Tiberi in Face/Off - Due facce di un assassino
- Enzo Avolio in 24
- Sergio Lucchetti in The Shield
- Saverio Indrio in Will & Grace
- Gaetano Lizzio in NCIS: Los Angeles
- Pasquale Anselmo in Birds of Prey
- Stefano Albertini in Parker
- Luca Graziani in NCIS - Unità anticrimine